# Kento Kato
Kento Kato (født 24. september 1995) er en japansk fodboldspiller, som spiller for den japanske fodboldklub Thespakusatsu Gunma.